# Südafrikanische Frauen-Cricket-Nationalmannschaft in Bangladesch in der Saison 2012
Die Tour der südafrikanischen Cricket-Nationalmannschaft nach Bangladesch in der Saison 2012 fand vom 6. bis zum 14. September 2012 statt. Die internationale Cricket-Tour war Bestandteil der Internationalen Cricket-Saison 2012 und umfasste und drei WODIs und drei WTwenty20s. Südafrika gewann die WODI- und WTwenty20-Serie jeweils mit 2–1.

## Vorgeschichte
Bangladesch spielte zuvor ein Drei-Nationen-Turnier in Irland, für Südafrika war es die erste Tour der Saison. Es war das erste Aufeinandertreffen der beiden Mannschaften bei einer Tour.

## Stadien
Das folgende Stadion wurde für die Tour als Austragungsort vorgesehen.
| Stadion                                | Stadt | Kapazität | Spiele                     |
| -------------------------------------- | ----- | --------- | -------------------------- |
| Sher-e-Bangla National Cricket Stadium | Dhaka | 26.000    | 1. – 3. WODI; 1. – 3. WT20 |

## Kaderlisten
| WODI | WODI | WTwenty20 | WTwenty20 |
| Bangladesch | Südafrika | Bangladesch | Südafrika |
| --- | --- | --- | --- |
| - Salma Khatun (K) - Champa Chakma - Fargana Hoque - Jahanara Alam - Khadija Tul Kubra - Lata Mondal - Lily Rani Biswas - Nuzhat Tasnia (wk) - Ritu Moni - Rumana Ahmed - Sanjida Islam - Shukhtara Rahman - Shaila Sharmin - Sharmin Akhter - Tajkia Akhter - Tithy Sarkar | - Mignon du Preez (K) - Susan Benade - Trisha Chetty (wk) - Dinesha Devnarain - Shandre Fritz - Alison Hodgkinson - Shabnim Ismail - Marizanne Kapp - Ayabonga Khaka - Marcia Letsoalo - Sunette Loubser - Suné Luus - Yolandi van der Westhuizen - Dane van Niekerk | - Salma Khatun (K) - Champa Chakma - Fargana Hoque - Jahanara Alam - Khadija Tul Kubra - Lata Mondal - Lily Rani Biswas - Nuzhat Tasnia (wk) - Ritu Moni - Rumana Ahmed - Sanjida Islam - Shukhtara Rahman - Shaila Sharmin - Sharmin Akhter - Tajkia Akhter - Tithy Sarkar | - Mignon du Preez (K) - Susan Benade - Trisha Chetty (wk) - Dinesha Devnarain - Shandre Fritz - Alison Hodgkinson - Shabnim Ismail - Marizanne Kapp - Ayabonga Khaka - Marcia Letsoalo - Sunette Loubser - Suné Luus - Yolandi van der Westhuizen - Dane van Niekerk |

## Women’s One-Day Internationals

### Erstes WODI in Dhaka
| 6. September Scorecard | Dhaka | Südafrika 75 (34.4)               | – | Bangladesch 78-8 (37.3) |
|                        |       | Bangladesch gewinnt mit 2 Wickets |   |                         |

Südafrika gewann den Münzwurf und entschied sich als Schlagmannschaft zu beginnen. Als Spielerin des Spiels wurde Lata Mondal ausgezeichnet.

### Zweites WODI in Dhaka
| 7. September Scorecard | Dhaka | Bangladesch 179-7 (50)          | – | Südafrika 180-6 (49.2) |
|                        |       | Südafrika gewinnt mit 4 Wickets |   |                        |

Bangladesch gewann den Münzwurf und entschied sich als Schlagmannschaft zu beginnen. Als Spielerin des Spiels wurde Dane van Niekerk ausgezeichnet.

### Drittes WODI in Dhaka
| 9. September Scorecard | Dhaka | Bangladesch 60 (24.1)           | – | Südafrika 61-3 (20.4) |
|                        |       | Südafrika gewinnt mit 7 Wickets |   |                       |

Bangladesch gewann den Münzwurf und entschied sich als Schlagmannschaft zu beginnen. Als Spielerin des Spiels wurde Shabnim Ismail ausgezeichnet.

## Women’s Twenty20 Internationals

### Erstes WTwenty20 in Dhaka
| 11. September Scorecard | Dhaka | Südafrika 105-6 (20)                           | – | Bangladesch 75-3 (12.1/13) |
|                         |       | Bangladesch gewinnt mit 7 Wickets (D/L method) |   |                            |

Bangladesch gewann den Münzwurf und entschied sich als Feldmannschaft zu beginnen. Als Spielerin des Spiels wurde Salma Khatun ausgezeichnet.

### Zweites WTwenty20 in Dhaka
| 12. September Scorecard | Dhaka | Bangladesch 105-6 (20)          | – | Südafrika 106-4 (20) |
|                         |       | Südafrika gewinnt mit 6 Wickets |   |                      |

Südafrika gewann den Münzwurf und entschied sich als Feldmannschaft zu beginnen. Als Spielerin des Spiels wurde Susan Benade ausgezeichnet.

### Drittes WTwenty20 in Dhaka
| 14. September Scorecard | Dhaka | Südafrika 85 (19.5)           | – | Bangladesch 69-7 (20) |
|                         |       | Südafrika gewinnt mit 16 Runs |   |                       |

Bangladesch gewann den Münzwurf und entschied sich als Feldmannschaft zu beginnen. Als Spielerin des Spiels wurde Mignon du Preez ausgezeichnet.

## Auszeichnungen

### Player of the Series
Als Player of the Series wurden der folgende Spieler ausgezeichnet.
| Serie | Player of the Series |
| ----- | -------------------- |
| WODI  | Shabnim Ismail       |
| WT20  | Susan Benade         |

### Player of the Match
Als Player of the Match wurden die folgenden Spielerinnen ausgezeichnet.
| Spiel   | Player of the Match |
| ------- | ------------------- |
| 1. WODI | Lata Mondal         |
| 2. WODI | Dane van Niekerk    |
| 3. WODI | Shabnim Ismail      |
| 1. WT20 | Salma Khatun        |
| 2. WT20 | Susan Benade        |
| 3. WT20 | Mignon du Preez     |